# Запропаща грамота
«Запропаща грамота (Бувальщина, розказана дячком ***ської церкви)» — повість Миколи Васильовича Гоголя з циклу «Вечори на хуторі біля Диканьки». Написана приблизно в 1829—1831 роках.

## Історія створення
Чорновий автограф повісті написаний чорнилом на чотирьох аркушах великого формату (з оборотом) убористим почерком з численними поправками і помарками. Заголовок відсутній. Текст чернетки «Пропалої грамоти» значно перевищує за розміром остаточну, друковану редакцію, не маючи скільки-небудь принципової відмінності від неї в сюжетному і в стильовому відношенні, проте дає численні варіанти і двозначності. При обробці повісті відпали цілі фрагменти, не включені Гоголем в остаточну редакцію. Так, у друкований текст не увійшов ні докладний опис подорожі діда з пекла на кульгавому, ні епізод з горщиками, які надували щоки. Відкинутий ряд колоритних деталей. Так, при характеристиці діда в чорновій редакції зазначалося, що він «один, бувало, інший раз виходив на ведмедя, а часом і п'яти осіб ум'яти йому було так само, як нашому брату відспівати недільний кондак». Автограф повісті не дає достатніх даних для визначення часу її написання. Розпочато, мабуть, у 1828 році. Підтвердженням цього є лист Гоголя до матері від 23 травня 1829 року, в якому він просив описати подробиці різних карткових ігор, популярних в українському побуті. Публікація «Пропалої грамоти» у першій книзі «Вечорів…» (цензурний дозвіл датований 26 травня 1831 року) означає, що робота над повістю була завершена не пізніше квітня—травня 1831 року.
У другому виданні «Вечорів…» 1836 року текст «Пропалої грамоти» був передрукований майже без змін, за винятком нечисленних замін окремих слів і порядку слів у фразах. Однак наявність цих правок свідчить, що текст другого видання, мабуть, уважно читався Гоголем.

## Сюжет

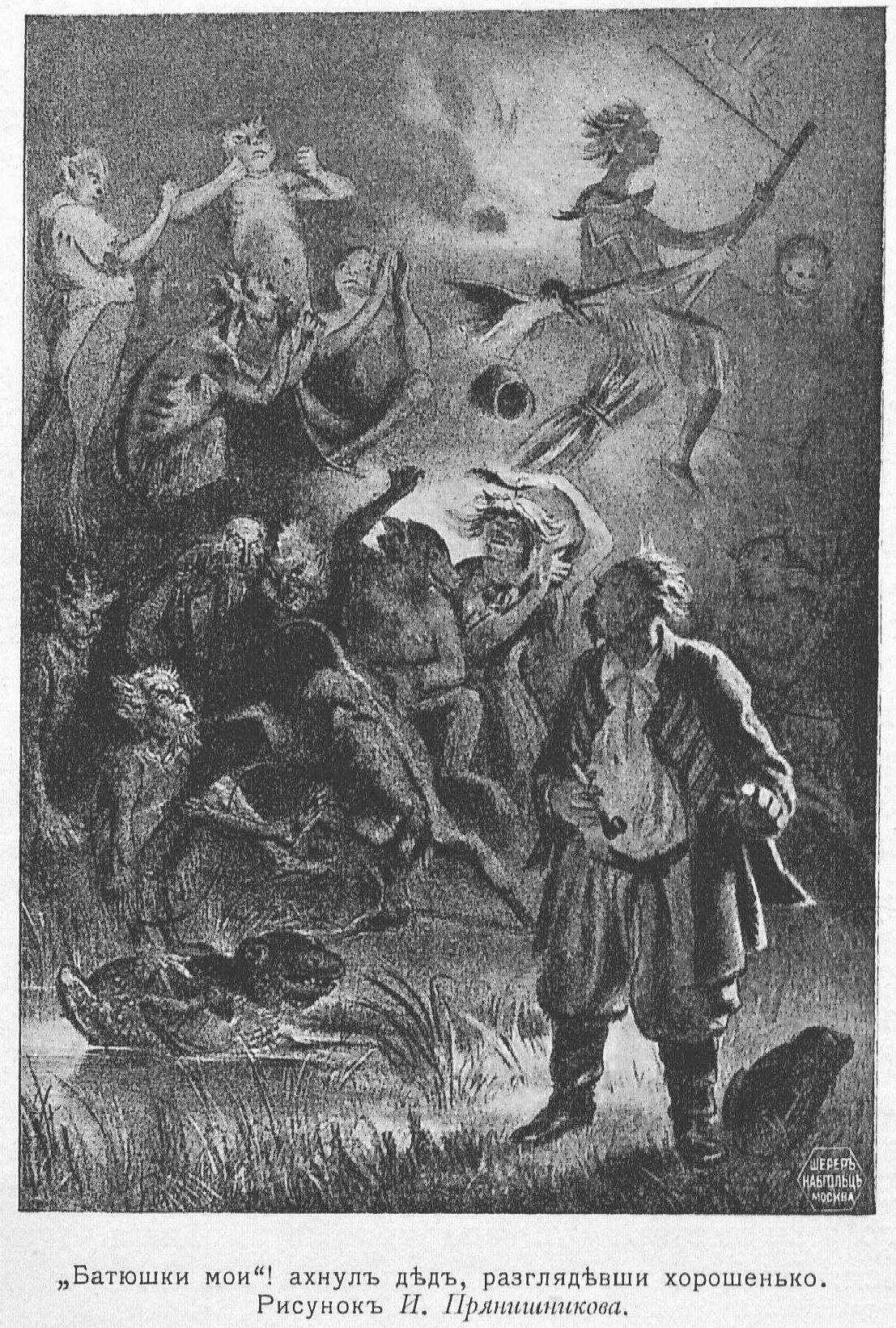
Дід в оточенні нечисті

Оповідь починається з нарікань оповідача, Фоми Григоровича, на тих слухачок, що випитують у нього «яку-небудь страховинну казочку», а потім всю ніч тремтять під ковдрою. Потім він розповідає історію, що трапилася з його дідом, якого гетьман послав з грамотою до цариці.
Писар, прізвища якого оповідач не може згадати, покликав діда й передав йому грамоту. Попрощавшись з дружиною і дітьми, дід уже вранці був у Конотопі, де проходив ярмарок. З зашитою в шапку грамотою він пішов пошукати собі кресала й тютюну і познайомився з гультіпакою-запорожцем. До них пристав ще один гультіпака і вони вирушили далі разом.
Увечері дідові стало страшно від чутих від товаришів оповідок. Тоді запорожець зізнався, що продав душу дияволу і цією ночі настає термін відплати. Дід обіцяв не спати вночі, щоб врятувати запорожця. Мандрівники змушені були зупинитися у найближчому шинку. Обидва дідових попутника незабаром заснули, так що йому довелося нести варту наодинці. Як міг, боровся дід зі сном, але мертвий сон зморив його, він прокинувся пізно вранці і не знайшов ні запорожця, ні коней. Пропала і дідова шапка з грамотою, якою дід вчора обмінявся з запорожцем. Отож, дід попросив поради у чумаків, що були в шинку, і нарешті шинкар вказав, що шапка тепер у чорта, котрого треба шукати в лісі, де живуть цигани.
Глухої ночі дід пішов за вказаною шинкарем стежкою в лісі. Минувши всі прикмети, дід вийшов до багаття, навколо якого сиділи «страшні пики». Дід розповів про свою справу, кинув їм гроші, і опинився в пеклі за одним столом з відьмами, чудовиськами і чортами. Старша відьма запропонувала тричі зіграти в дурня: виграє — його шапка, програє — залишиться в пеклі. Обидва рази залишився дурнем дід, а в третій раз здогадався перехрестити карти — і виграв. Так дід отримав назад шапку, проте з коня лишилися самі кістки. За повелінням чорта кінь ожив і переніс діда на дно величезного провалля.
Отямився дід на стрісі своєї хати весь у крові. Його дружині ж уночі снилося як у хаті орудує нечиста сила. Дід негайно поспішив до цариці. Там, надивившись дивин, дід забув про чортів, але після цього, «рівно через кожен рік, і в той самий час», його дружина проти волі пускалася в танок і в будинку творилася різна чортівня.

## Екранізації
- Пропала грамота (мультфільм, 1945)
- Пропала грамота (фільм, 1972)

## Переклади українською
Микола Гоголь. Запропаща грамота. Пер з рос.: Леся Українка та Михайло Обачний. // Вечерниці (Оповідання М. Гоголя). Пер з рос.: Леся Українка та Михайло Обачний; під ред. Олени Пчілки. Львів: Заходом М. Ткаченка; З друкарні товариства ім. Шевченка; Під зарядом К. Бернадсського. 1885. 40 стор. (pdf)